# Fórmula molecular
Fórmula Molecular, na Química, é aquela que descreve o  número de átomos numa molécula.

Da fórmula molecular
C3H6O
pode-se concluir que numa mole desta substância existem 3 moles de átomos de carbono, 6 de hidrogénio e 1 de oxigénio.
Porém, esta fórmula pode se referir a cinco substâncias diferentes:
Uma cetona: Propanona (Dimetil Cetona ou Acetona) (H3C—CO—CH3)H3C—CH2—CHO)

Um aldeído: Propanal (Propanaldeído) (H3C—CH2—CHO)

Um Éter: Metoxieteno (H3C—O—CH=CH2)
Um Álcool: Prop-2-en-1-ol (H2C=CH—CH2OH) ou Ciclopropanol
Pode-se observar que a fórmula molecular pode gerar, às vezes, engano, quando se necessita determinar a substância. Porém ela pode ser muito útil quando se deseja simplificar equações de reações químicas. Fórmulas mais completas que a molecular, mais utilizadas na química orgânica são a fórmula estrutural e a fórmula estrutural eletrônica ou de Lewis.